# 鮫肌男と桃尻女
『鮫肌男と桃尻女』（さめはだおとことももじりおんな）は、ミスターマガジン（講談社）に1993年18号から1994年5号まで連載された望月峯太郎の漫画作品。およびそれを原作にした映画。
なお、連載開始当初は「大車輪」というタイトルであった。

## あらすじ
叔父の経営するホテルで働くトシコは、偏執的な彼に嫌気がさし、ついにホテルを飛び出す。そんなトシコの前に、組織の金を持ち逃げしてヤクザから追われていた男・鮫肌が現れた。鮫肌に惹かれたトシコは、彼と共にあてのない逃避行に出る。

## 単行本
- 『鮫肌男と桃尻女』講談社、1994年6月、ISBN 4-06-328060-8
- 『鮫肌男と桃尻女（新装版）』講談社、1999年1月、ISBN 4-06-334016-3

## 映画
鮫皮のジャケットを着たヤクザ「鮫肌黒男」が、ホテルの女性従業員「桃尻とし子」とともに繰り広げるバイオレントな逃避劇。主演は浅野忠信と小日向しえ。原作のストーリーを踏襲しているが、映画独自のキャラ設定や解釈などをしている。原作には登場しない異質のヒットマン役を演じた我修院達也の俳優としての評価を高めた。

### 出演
- 鮫肌黒男：浅野忠信
- 桃尻トシコ：小日向しえ
- 田抜政二：岸部一徳
- フクダミツコ：真行寺君枝
- 反町：高杉亘
- 山田正一：我修院達也
- フクダミツル：鶴見辰吾
- ソネザキ道夫：島田洋八
- 沢田：寺島進
- 左：森下能幸
- 朝比名：田中要次（BoBA）
- 犬塚：堀部圭亮
- 坂口：関根大学
- 丸夫：清川均
- 深ヅメ：津田寛治
- 谷口：山田新五郎
- 塩田：山野久治
- 郵便局員：安部聡子